# Charles Herzfeld

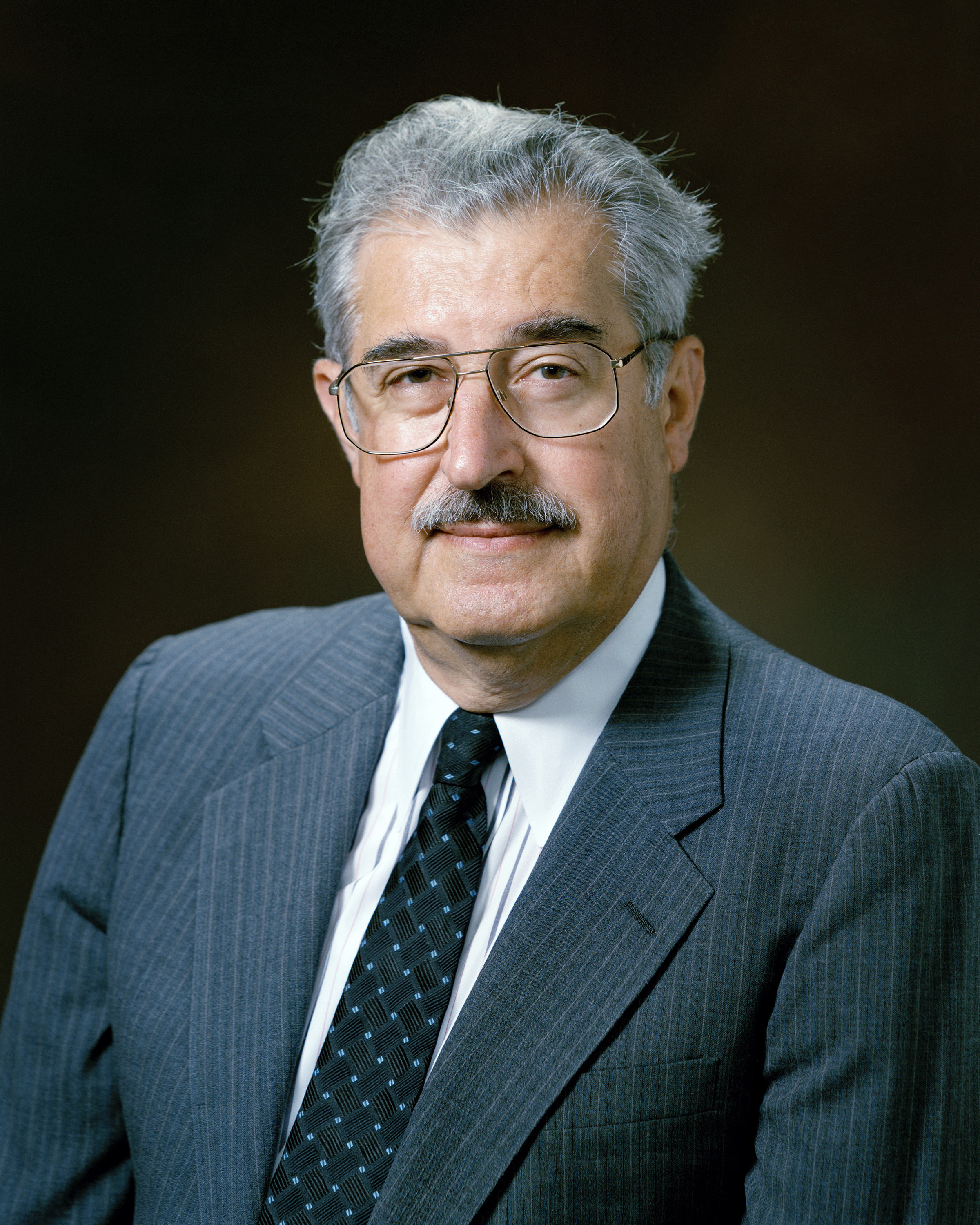
Charles M. Herzfeld (1990)

Charles Maria Herzfeld (* 29. Juni 1925 in Wien, Österreich; † 23. Februar 2017 in Silver Spring, Maryland) war ein österreichisch-amerikanischer Wissenschaftler und Manager. Als Direktor der Defense Advanced Research Projects Agency (DARPA) startete er die Entwicklung des Arpanets, Vorläufer des Internets.

## Biografie
Herzfeld wurde am 29. Juni 1925 in Wien geboren. Er war der Neffe des Physikers Karl Ferdinand Herzfeld, des Bruders seines Vaters August. Nach der Übernahme Österreichs durch die Nazis 1938 flohen er und seine Mutter aus Österreich, durchquerten Europa und wanderten 1942 in die Vereinigten Staaten aus. Ende der 1940er Jahre wurde er US-amerikanischer Staatsbürger.
1945 erwarb er einen Abschluss in Chemieingenieurwesen an der Katholischen Universität von Amerika in Washington, D.C. 1951 wurde er an der University of Chicago in physikalischer Chemie promoviert. Während er in Chicago war, besuchte er einen Vortrag von John von Neumann über dessen frühe Arbeit an Computern, der ihn tief beeindruckte.
Er arbeitete zunächst als Physiker: von 1951 bis 1953 in der United States Army im Ballistic Research Laboratory in Aberdeen (Maryland) und von 1953 bis 1955 als ziviler Angestellter im United States Naval Research Laboratory in Washington, D.C. Anschließend war er sechs Jahre beim National Bureau of Standards tätig.
Am 29. September 1961 wechselte Herzfeld zu DARPA (bzw. ARPA, wie es zu diesem Zeitpunkt hieß), um das „Defender Program“ zu koordinieren, ein frühes Programm zur Abwehr ballistischer Raketen.
Eine frühe Erfahrung bei DARPA hinterließ einen bleibenden Eindruck bei ihm: ein Vortrag von J. C. R. Licklider, der ihn zu Lickliders Vision von Computern als allgemeinem Informationszubehör bekehrte. Während seiner Zeit bei DARPA tat Herzfeld viel, um Lickliders Vision auf den Weg zum Erfolg zu bringen.
Herzfeld blieb bis 1967 bei DARPA. Er leitete von 1961 bis 1963 das Programm zur Abwehr ballistischer Flugkörper, war dann von 1963 bis 1965 stellvertretender Direktor und von Juni 1965 bis März 1967 Direktor. Als Direktor startete er die Entwicklung des Arpanets.
Nachdem er ARPA verlassen hatte, arbeitete er für eine Reihe verschiedener Unternehmen. 1990 kehrte er zur Regierung zurück und diente vom 12. März 1990 bis zum 18. Mai 1991 als Direktor für Verteidigungsforschung und -technik. Er war Vorsitzender des Nuclear Weapons Council und des Intelligence R&D Council.
Herzfeld saß im Lauf seiner Karriere in zahlreichen Gremien, darunter das Chief of Naval Operations Executive Panel (seit seiner Gründung im Jahr 1970), die National Commission on Space (in die er 1985 berufen wurde), das Defense Science Board, das Defense Policy Board und das Information Advisory des Präsidenten Council (PITAC) National Security Panel.
Nach mehreren Schlaganfällen starb Charles Maria Herzfeld am 23. Februar 2017 in Silver Spring, Maryland. 2012 wurde Herzfeld von der Internet Society in die Internet Hall of Fame aufgenommen.